# テトリス ジ・アブソリュート ザ・グランドマスター2
『テトリス ジ・アブソリュート ザ・グランドマスター2』（TETRiS THE ABSOLUTE THE GRAND MASTER2）は、アリカが開発し彩京より2000年10月27日に発売されたアーケードゲーム。通称は「The Absolute」の頭文字を取った『TA』（ティーエー）、または「THE GRAND MASTER2」から『TGM2』。
好評を受け、ユーザーへの還元として新たなモード（後述）が追加された『テトリス ジ・アブソリュート ザ・グランドマスター2 PLUS』 (TETRiS THE ABSOLUTE THE GRAND MASTER2 PLUS)、通称『TAP』（または『TGM2+』）が2000年12月にTA購入店に無償配布された。2023年6月1日には、ハムスターが展開するアーケードアーカイブスの1作品として、『PLUS』のPlayStation 4,Nintendo Switch版が発売された。
基本的には前作TGMと変化はないが、多くのプレーヤーを悩ませた『20G』の難易度がさらに高くなり、前作のクリア者でも容易にはクリア出来ないようになっている。そして前作では救済処置のなかった初心者に向け、途中で回復アイテムが登場するNORMALモードが追加された。

## ゲームシステムの進化

### レバーの上入力
ブロックの落下中にレバーを上に入れることにより、20Gでドロップ（強制落下）する事が出来るようになった。TI以降の作品で導入されているワールドルールでの強制落下（即固定）と異なり、着地した瞬間になるのが特徴であり、その後固定されるまでの遊び時間でスライドや回転でブロックを移動させる事が可能である。
前作および従来のテトリスではレバーを下に入れたままブロックが着地すると同時に固定されていたため、序盤で隙間へのスライド・回転入れをしようとした際、「目標の2ブロック上ぐらいまで下で落とし、その後自由落下で目的の場所へブロックを落とし、操作」と、シリーズの売りである高速の積みが崩れてしまっていた。このレバー上ドロップが導入されたことにより、同じ操作を「目標の上でレバー上、その後の遊び時間でブロックを回転・スライドさせて隙間を埋める」という、今まで以上の高速化が可能になった。
これを利用してT字型のブロックを上向き（凸）に、右壁から1ブロック離して置く方法として「出現前からレバー右溜め→出現したらAA、BB、ACなどで180度反転→レバー上で20Gドロップ→レバー左で1ブロック壁から離す→下でブロック固定」など、出現してからAAで回して右連打より早くて確実な操作のコマンド化が研究され、実践するとレバーを3/4回転させる事になり、これがストリートファイターシリーズで登場する立ちスクリューの反転型（立ちスクリューは右→下→左→上の順）となることからザンギ入れという通称が出来ている。

### 対戦設定でもシングルプレイが可能に
前作では店舗側が対戦モード、シングル×2ラインモードのどちらかを選択していたのに対し、今作では2P側が入る際に、対戦するか否かを選択出来る様になり、対戦しないを選ぶとシングル×2本モード（BGMはレベルの高い方が流れる）、対戦を選べば対戦が出来るようになった。またモード選択後、参加している側のスタートボタンを押す毎に対戦を受け付けるか、対戦を拒否(空いている側のフィールドに「NO MORE CHALLENGER」と表示される。)するかを切り替える事も可能で、対戦を拒否している状態で空いている側がゲームを始めると、前述の対戦するか否かの選択肢が表示されずに強制的にシングルモードで開始される。

## ゲームモード

### NORMAL
テトリス初心者用に用意されたモード。速度が上昇するペースはMASTERモードよりも速いが、LEVEL100とLEVEL200で一旦速度が落ちるようになるなど、全体的な速度そのものは抑えられている。このモードでは他のモードと異なり、レベルストップはLEVEL299のみになっている(背景はLEVEL100とLEVEL200を超えた後に一度ラインを消去することで変化する)。
LEVEL100で「Free Fall」、200で「Del Even」という対戦にも登場するアイテムが出現し、フィールドを低くする救済処置が用意されている。それぞれのアイテムの効果としては「Free Fall」はフィールドを振る演出の後、積み上がったブロックを落下させて下に存在する空白を揃えさせ、揃ったラインは消去。「Del Even」は偶数列のラインを消去させるというブロクシードのパワーブロック「4ラインズ」を彷彿とさせるものとなっている。なお、アイテムの効果によってライン消去が発生しても得点が入ることはない。
そしてLEVEL300になるとクリアとなり、クリア時間に応じたボーナス得点が入るが、スタッフロール中もブロックを積む事が可能である。この時も前作や他のモードと同様にスコアとレベル表示などが点滅し、速度が20Gとなっている事を示す。
殆どのプレーヤーがここで20Gを体験することになるが、スタッフロール中のプレイはスコアやランキングの順位に影響しない。スタッフロール中にゲームオーバーになるとスタッフロールだけが流れつづけ、そのままクリアとなる。
スタッフロールはプレイしている側のスタートボタンを押しっぱなしにすることで早送りできる。

### MASTER
前作と同様にLEVEL999を目指すモード。NORMALと異なり救済アイテムは一切登場せず、自分の力だけで頂上を目指していく事となる（ただし、隠しコマンドの入力で多彩な効果を持つアイテムを登場させるモードも搭載されている。このアイテムには「Free Fall」や「Del Even」などのような救済だけでなく、フィールドを見えにくくしたり、ブロックの配置を反転させるなど、本来は相手プレイヤーの難易度を一時的に向上させるアイテムも自分を対象として登場する）。
LEVEL500までの落下速度テーブルはTGM同様であるが、差異が出るのはLEVEL500以降、20Gに入ってからである。
20Gに入るとLEVEL100ごとにブロックを消したときのアニメーションが短縮されていき、最終的にはラインを消しても消さなくとも同じスピードで落下するようになる。これにより「ラインを消し、そのアニメーションで時間を稼ぐ」という完走用の戦術が使えなくなり、前作以上に高速な思考と操作が要求されるようになる。
そして最終セクションであるLEVEL900台ではブロックの遊び時間が一気に半分近くまで短縮される。これにより、左右への入力が一瞬でも遅れるとブロックが左右両端まで動かずに固定されてしまい、一気にブロックが積み重なってしまう。
このモードには前作と同じくG.R.S.が搭載されている。しかし前作とは違い昇格までのスコアが表示されなくなったばかりか、ブロック消去間隔などスコアに関係しない要素が昇格に影響するようになったため、正確な段位の上昇を特定することが困難になった。
LEVEL999を達成すると一度フィールドが消去され、スタッフロールが始まる。以降はブロック固定後、一定時間経ってからそのブロックの姿が消滅し、徐々にフィールドの地形が分からなくなっていく。スタッフロール中にゲームオーバーになると、スタッフロールはその場で終わってしまう。
また特定レベル到達時のグレードおよびタイムと言った条件を全て達成してクリアした場合、ブロックが固定された瞬間に不可視になってしまうシャドウスタッフロールとなり、最終的にフィールドを記憶することがプレーヤーに要求される。

### DOUBLES
プレーしているほうがスタートボタンを押しながら逆側のスタートを押すと対戦するかしないかの下にダブルスの項目が登場し、これを選択すると一度フィールドがリセットされてスタートする。
ブロックフィールドはシングルモードとは異なり14列であり、これを2人で協力しながらラインを消し、LEVEL300を目指すものである。ひとつのフィールドで、二つのテトロミノが操作されることになる。しかし、前作から続く開発陣のひねくれた思考により、このモードは単なる協力プレーにはなっていない。LEVELは左右で独立しており、双方ともにLEVEL300にならないとクリアができない。しかも片方が300に達してしまうとNORMALモード同様に20Gに突入してしまい、ブロックの制御が非常に難しくなってしまう。よって、いかにLEVELをシンクロさせるかが重要になっている。
さらに、落下中のブロック2個は個別に当たり判定を持つことで左右で干渉してしまうため、右に積みたいブロックと左に積みたいブロックが交差できない。よってこの干渉をどうやって防ぐかもこのモードの難しさの1つである。

## メダル
MASTERモードではプレー内容に応じてメダルが点灯するようになり、またランキング画面にその存在が示唆されるようになった。銅→銀→金とランクが上がっていく。しかし三原のコメントが真であるのならメダルと段位は無関係である。
- SKメダル - 一定数テトリス（4ラインの消去）を行うと点灯し、回数によりランクが上がる。T.A.DEATHやBIGモードでは判定基準が緩和される。
- STメダル - セクション間の所要時間が筐体の最速記録を抜くと金メダル、それより遅れるにしたがって銀→銅が点灯する。T.A.DEATHでは最速記録が保存されず、筐体を再起動すると基準がリセットされる。また、コマンドによって正式なタイムに登録できない状態のプレイでは、比較対象となる時間は一定値に固定される。
- COメダル - 2ライン以上の連続消しを一定回数続けると点灯し、最長コンボ数によりランクが上がる。間に1ライン消しを挟んだ場合、連続消しのコンボカウントは増えずに維持される。（2→1→2→1→2ライン消しで銅メダル点灯）BIGモードでは判定基準が緩和される。
- ROメダル - 複数セクション間で、ブロックの回転数が平均一定以上であれば点灯。回転数自体はメダルランクに影響せず、ゲーム中3回ある判定での成功回数でランクが上がる。 なお、四角（黄色）のブロックだけ形は変わらないが内部処理では回っているものとして扱われ、ABCボタンを黄色だけ連打してもROメダルを点灯させることができる。
- REメダル - ゲームオーバー寸前からの復活（フィールド内のブロック総数を一定以上にした後、その約半分以下まで消す）に成功した回数で点灯する。
- ACメダル - 全消しに成功すると点灯。複数回成功でランク上昇。ツモ順操作が著しく、なおかつホールドの機能がない今作での点灯は非常に困難。

## PLUSの追加要素
無償バージョンアップ後のTA PLUSでは以下のモードが追加された。それに加えDOUBLESの出し方がモードセレクトで特別操作無しに選択出来るようになり、必要クレジット数が2から1へ減少した。

### TGM+
落下速度テーブルは前作と共通であり、LV500以降の増速はなくなっているが、一定時間ごとにフィールド最下段からブロックがせりあがる仕掛けが施されている。ブロックがせり上がるまでの時間はレベルが上がる毎に段々短くなっていく（この仕掛けは次作TiのSHIRASEモードLEVEL500以降に引き継がれているが、せりあがるブロックのパターンは本モードと異なる）。このモードにランキングや段位表示、メダルはない。

### T.A. DEATH
スタート時の初期速度がいきなり20Gの状態で始まる超上級者向けのモード。MASTERモードのLEVEL700相当の速度でスタートし、そこからLEVEL500にかけてさらに増速され、上級者でも手を焼く超高速のテトリスが展開され続ける。
初期目標はLEVEL500となっているが、一定時間内に突破することでそのままLEVEL999までプレイできる（LEVEL500～999内での増速は行われない）。この足切り条件をクリアするためには前半での時間稼ぎが許されず、プレイヤーの手で積むスピードを早めていかねばならない。
このモードにもG.R.S.ランクやメダルが存在するが、ランクと一部メダルの出現条件はMASTERモードと異なる。また、このモードにはランキングは存在しない。

## 今作の謎
- MASTERモードの昇格条件

昇格条件が完全に隠されている。本作ではシャドウスタッフロールを出現させてゲームオーバーになるとmランクとなり、耐えきる事でGmランクとなる事がわかっているが、そのシャドウスタッフロールの出現条件は「一定時間内でS9とレベル999の達成」の他にも複雑な条件があるなど、前作のGMランクよりも遥かに難解になっている。現在では有志によって大まかな条件が推測されており、各セクションにおけるテトリス消しの回数、およびタイムが関係していると考えられている。
しかし有志による三原へのインタビューにてGm以上のクラスが少なくとも2つ以上あるとコメントしていたが、結局Tiの発売までには確認されなかった（｢テトリス｣スペシャルインタビュー その1より）。そして三原氏の2010年9月18日のブログの記述より、本作にGmより上のランクは存在しないことがわかった。[1]
TAPではシャドウスタッフロール中に32ライン以上ライン消去かつ完走することで、ランキング画面の下線がカンスト扱いの緑色Gmからスタッフロールクリアの橙色Gmに変化し、これが最上級という扱いになっている。
- T.A. DEATHモードランク条件

3分25秒以内にLEVEL500を突破することでプレイ続行とともにランクmが出現し、LEVEL999クリアでGmランクに昇格する事が判明している。9~1、S1～S9といった通常の段位は存在しない。
- アルカディアのインカムランキングではずっと「TETLiS」と誤記されていた。